# Aurès
Aurès eller Awras, ibland även Tabissa, är ett bergsområde i gränsområdet mellan Algeriet och Tunisien, nära staden Tébessa. Den ligger i provinsen Batna, i den norra delen av landet, 300 km sydost om huvudstaden Alger.
Bergskedjan ingår i Atlasbergen, de fungerar som en förlängning av Sahara-Atlas. Där talas berbiska. Den högsta punkten är Djebel Chelia som sträcker sig 2 328 meter ovanför havsytan. Bergen, som är snöklädda om vintern, har i de högre delarna en frodig vegetation med tall, ceder och ek. Aurès sattes 2002 upp på listan över förslag till världsarv.